# Kunstpreis der Landeshauptstadt Dresden
Die Stadt Dresden verleiht den Kunstpreis der Landeshauptstadt Dresden an Personen oder Ensembles mit anerkanntem künstlerischen Werk, die in Dresden einen Schwerpunkt ihrer künstlerischen Arbeit haben oder deren Werk von großer Bedeutung für die Stadt ist. Der Preis wird seit 1993 jährlich vergeben und ist mit 10000 Euro dotiert (bis 2024 waren es 7000 Euro).
Neben dem Kunstpreis wird jährlich auch der Förderpreis der Landeshauptstadt Dresden an junge Künstler vergeben. Der Preis, in Form eines zweigeteilten Bronze-Apfels, wurde von Peter Götz Güttler gestaltet.

## Frühere Kunstpreise der Stadt Dresden
Vorläufer waren der Kunstpreis der Stadt Dresden und der Martin-Andersen-Nexö-Kunstpreis der Stadt Dresden, der von 1959 bis 1990 verliehen wurde.
Schon in den 1920er und Anfang der 1930er Jahre gab es einen Kunstpreis der Stadt Dresden, der z. B. 1930 an Franz Frank und 1932 an Miron Sima verliehen wurde.

## Preisträger seit 1993
| - 1993 Gerda Lepke - 1994 Michael-Christfried Winkler - 1995 Konrad Wagner, Joachim Zschocke - 1996 Wieland Förster - 1997 Strawalde - 1998 Peter Damm - 1999 Friedrich-Wilhelm Junge - 2000 Horst Schuster - 2001 Siegfried Klotz | - 2002 Thomas Rosenlöcher - 2003 Max Uhlig - 2004 Hanne Wandtke - 2005 Claus Weidensdorfer - 2006 Evelyn Richter - 2007 Rolf Hoppe - 2008 Karl-Heinz Adler - 2009 Peter Rösel - 2010 Elke Hopfe | - 2011 Günter Sommer - 2012 Volker Braun - 2013 Ursula Geyer-Hopfe - 2014 Hans-Christoph Rademann - 2015 Sabine Köhler, Heiki Ikkola (Freaks und Fremde) - 2016 Peter Schreier - 2017 Ursula Sax - 2018 Jürgen Schieferdecker - 2019 Marcel Beyer | - 2020 Katja Erfurth - 2021 Ingo Schulze - 2022 Sven Helbig - 2023 Angela Hampel - 2024 Christian Friedel - 2025 Sinfonietta Dresden |

## Förderpreise
| - 1993 Marion Kahnemann, Balance Film - 1994 Hans-Christoph Rademann, Carsten Ludwig - 1995 Annette Jahns, Peer Alexander von Martens - 1996 Dresdner Sezession 89, Elbhangfest e. V. - 1997 Christian Schmidt, Stephan Thoss - 1998 Harriet Böge, Peter Meining, Eva Hertzsch, Adam Page - 1999 Thomas Kupsch, Rock Theater Dresden e. V. - 2000 Sven Helbig, Markus Rindt, Tom Roeder - 2001 Matthias Jung, DEREVO - 2002 Jürgen Schön, Ulrike Gärtner - 2003 Peter Kopp | - 2004 ensemble courage - 2005 Blaue Fabrik e. V. - 2006 Künstlergruppe 7. Stock - 2007 shot AG - 2008 Jan Heinke - 2009 Mike Salomon, Andrea Hilger, Torsten Rommel (Ostrale) - 2010 Angela Schlabinger - 2011 El Perro Andaluz - 2012 Jacob Korn - 2013 Kulturwerkstatt Friedrichstadt Zentral - 2014 TanzNetzDresden | - 2015 Haifische Dresden Süd-West - 2016 Festival DAVE - 2017 Anna Mateur - 2018 Ezé Wendtoin - 2019 Förderverein Galerie Ursula Walter und Olaf Katzer - 2020 Miriam Tscholl und den Verein Musaik – Grenzenlos musizieren - 2021 Susan Donath und Zur Schönen Aussicht - 2022 Svea Duwe und farbwerk e. V. - 2023 The Saxonz und Nazanin Zandi - 2024 Ina Weise und Literatur Jetzt! - 2025 Miller de Nobili und Kunstverein Dresden |

## Preisträger desKunstpreises der Stadt Dresdenvor 1959
- 1930 Franz Frank, Eva Schulze-Knabe und Paul Sinkwitz
- 1932 Martin Ritter (1905–2001) und Miron Sima (1902–1999)
- 1937 Gottfried Müller
- 1938 Eleonore Lorenz
- 1939 Edmund Moeller und Willy Waldapfel (1883–1965)
- 1956 Theodor Rosenhauer, Heinz Drache und Helmut Gebhardt (1926–1989)